# Glittertind
Glittertind (forma oficial en los mapas: Glittertinden) es la segunda montaña más alta de Noruega y segundo también de la cordillera a la que pertenece, a 2.465 m sobre el nivel del mar, incluyendo el glaciar en su punto máximo (sin el glaciar, es 2452 m). Se encuentra en el municipio de Lom, en la zona montañosa de Jotunheimen.
Glittertind anteriormente había sido un rival para el título como la montaña más alta de Noruega, ya que las mediciones mostraron Glittertind incluyendo el glaciar fue ligeramente superior a Galdhøpiggen (2469 metros sobre el nivel del mar). El glaciar, sin embargo, reducido en los últimos años, y la disputa ha sido resuelta a favor de Galdhøpiggen. La cumbre de Glittertind se alcanzó por primera vez en 1841 por Harald Nicolai Storm Wergeland y Hans Sletten.

## Etimología
La montaña debe su nombre al río Glitra, el último elemento es la forma finita de "pico de la montaña" 'm Tind. El nombre del río se deriva de la forma del verbo 'brillar, chispear'.
- Datos: Q397876
- Multimedia: Glittertind / Q397876